# Portis, Kansas
Portis är en ort i Osborne County i Kansas. Vid 2020 års folkräkning hade Portis 86 invånare.